# Obligate neusademhaling

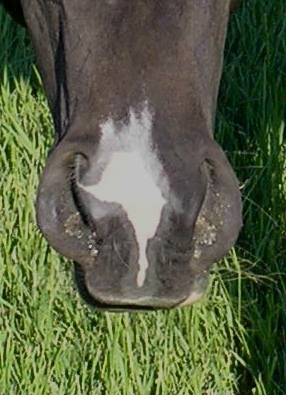
Paarden zijn obligate neusademhalers

Obligate neusademhaling is een vorm van neusademhaling waarbij de neus noodzakelijk is. Bij veel facultatieve neusademhalers is de mond ook een mogelijkheid, maar heeft de neus de sterke voorkeur.
Paarden, haasachtigen en knaagdieren zijn obligate neusademhalers. Bij veel andere dieren met facultatieve neusademhaling heeft neusademhaling de sterke voorkeur en kan mondademhaling een indicatie zijn van ziekte. Veel middelgrote tot grote zoogdieren ademen door de mond als het warm is, aangezien thermisch hijgen bij hen een functie heeft voor de thermoregulatie.
Ook zeer jonge kinderen ademen vooral via de neus en kunnen ook doorademen tijdens het slikken, maar in de meeste gevallen kunnen ze ook via de mond ademhalen indien nodig.